# Erato de Armenia
Erato fue reina de Armenia, hija de Tigranes III y hermana (y esposa, según la costumbre oriental) de Tigranes IV.
Este último la asoció al trono (12 a. C. a 5 a. C. y 4 a. C. a 1) y gobernaron aliados al Imperio Parto. 
Derrocado Tigranes IV en una revuelta popular, el rey resultó muerto, y la reina Erato huyó, a pesar de que algunas ciudades permanecieron leales un tiempo.
Dada la situación, los armenios solicitaron un nuevo rey a Augusto, que nombró a Ariobarzanes II de Atropatene en 2 a. C., que no fue bien aceptado por los armenios.
Después de su abdicación, Erato vivió en el exilio en un lugar no localizado. Entre los años 2 a. C. y 6 d. C., Armenia vio dos reyes clientes de Roma: Ariobarzanes II de Armenia (2 a. C. - 4) y Artavasdes III (4-6).
En el año 6, Artavasdes III, que se había hecho impopular, fue asesinado por sus súbditos. Augusto revisó su política sobre Armenia, y designó a Tigranes V, un príncipe herodiano relacionado con la dinastía Artáxida, descendiente por línea materna de Artavasdes II.
Tigranes V se instaló en su nueva capital de Artaxata, como gobernante único, pero algún tiempo después, los nobles armenios, insatisfechos, reclamaron restaurar a Erato en el trono. Erato cogobernó con Tigranes V, según muestran las evidencias numismáticas.
En el año 12 el antiguo rey parto Vonones I entró en el país, se proclamó rey, y obtuvo el apoyo de bastantes nobles, que fueron abandonando a la reina, hasta que el año 14 o 15 abdicó. Fue la última representante de la dinastía de los Artáxidas.